# ماسيرشيخ (سقز)
قرية ماسيرشيخ (بالكردية: ماسیەرشێخ) هي إحدى القرى التابعة لـخورخوره في ريف قسم زيويه من مقاطعة سقز، في محافظة كردستان الإيرانية.

## السكان
حسب إحصاءات سنة 2006، بلغ إجمالي السكان في ماسيرشيخ 703 نسمة وعدد المساكن 118 مسكن. لغة سكان ماسيرشيخ هي اللغة الكردية و هم من أهل السنة والجماعة والمذهب الشافعي.